# Mercedes-Benz M 136
| Mercedes-Benz        | Mercedes-Benz      |
| -------------------- | ------------------ |
|                      |                    |
| M 136                |                    |
| Hersteller:          | Mercedes-Benz      |
| Produktionszeitraum: | 1936–1957          |
| Bauform:             | Reihenvierzylinder |
| Hubraum:             | 1,7 Liter          |
| Vorgängermodell:     | M 1xx              |
| Nachfolgemodell:     | M 121              |

Der M 136 ist ein Reihen-Vier-Zylinder-Ottomotor von Mercedes-Benz.
Er kam 1936 in den Fahrzeugbaureihen W 136 (Modell 170 V) und W 28 (Modell 170 H) auf den Markt und er wurde auch nach dem Krieg weitergebaut. Nachfolger war der M 121.
Der W 136 wurde bis 1953 gebaut, und der Motor M 136 wurde noch bis 1957 in das Modell 180 des Nachfolgetyps W 120 eingebaut. Dann wurde der 180 mit einer gedrosselten Version des M 121 ausgestattet. Der M 136 kam außerdem im W 191 zum Einsatz.
Der M 136 ist wassergekühlt (Thermostat ohne Kurzschlussteller) und seitengesteuert. Die Ventile sind auf der rechten Seite stehend in einer Reihe angeordnet. Die dreifach gelagerte Kurbelwelle und die Pleuel sind aus Stahl geschmiedet. Die Nockenwelle wird von einer Doppelrollenkette angetrieben. Der Motor hatte zunächst einen Steigstrom-Vergaser (Solex 30 BFLVS), und später in den Modellen 170 S / Sb (W 191) und im 180 (W 120) einen Fallstromvergaser (Solex 32 PBJ).
Der Hubraum betrug zunächst 1697 cm³ (Bohrung 73,5 mm, Hub 100 mm). Im Jahr 1950 wurde er auf 1767 cm³ (Bohrung 75 mm) erhöht, und damit auch die Leistung von 38 (28) auf 45 PS (33 kW). In den Modellen 170 S / Sb leistete er 52 PS (38 kW).

## Technische Daten
| Modell     | Hubraum  | (nach Steuerformel) | Bohrung × Hub | Leistung      | Verdichtung              | Bemerkungen          |
| ---------- | -------- | ------------------- | ------------- | ------------- | ------------------------ | -------------------- |
| M 136 I    | 1697 cm³ | 1685 cm³            | 73,5 × 100 mm | 28 kW (38 PS) | 6,0 : 1 ab 1949: 6,5 : 1 |                      |
| M 136 MIL  | 1697 cm³ | 1685 cm³            | 73,5 × 100 mm | 28 kW (38 PS) | 6,5 : 1                  | nur Wehrmacht 1936   |
| M 136 G    | 1697 cm³ | 1685 cm³            | 73,5 × 100 mm | 16 kW (22 PS) | 8,7 : 1                  | mit Holzgasgenerator |
| M 136 III  | 1767 cm³ | 1755 cm³            | 75,0 × 100 mm | 38 kW (52 PS) | 6,5 : 1                  |                      |
| M 136 IV   | 1767 cm³ | 1755 cm³            | 75,0 × 100 mm | 38 kW (52 PS) | 6,5 : 1                  |                      |
| M 136 VI   | 1767 cm³ | 1755 cm³            | 75,0 × 100 mm | 33 kW (45 PS) | 6,5 : 1                  |                      |
| M 136 VIII | 1767 cm³ | 1755 cm³            | 75,0 × 100 mm | 33 kW (45 PS) | 6,7 : 1                  |                      |